# Méthode essai-erreur
Pour les articles homonymes, voir Trial and error.

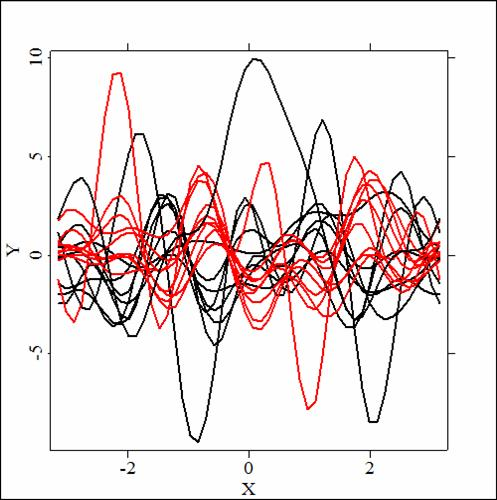
Un graphique informatique créé par essais et erreurs.

La méthode essai-erreur ou méthode essai et erreur est une méthode fondamentale de résolution de problèmes. Elle est caractérisée par des essais divers qui sont continués jusqu'au succès de la recherche ou jusqu'à ce que le testeur arrête sa recherche. En science informatique, la méthode est appelée « generate and test ». En algèbre élémentaire, pour la résolution d'équations elle prend le nom de « guess and check » (« supposer et vérifier »). Dans le domaine des jeux vidéo, elle est appelée « die and retry » (« meurs et réessaie ») et « trial and error » en recherche pharmaceutique.
Il s'agit d'une méthode non systématique qui ne fait pas nécessairement appel à l'insight, à une théorie ou organisation méthodologique. Lorsque les répétitions essai-erreur sont enchaînées selon des éléments théoriques, la méthode s'apparente à un empirisme guidé.
L'apprentissage par essai-erreur est également au cœur des théories comportementalistes.